# Custóias, Leça do Balio e Guifões
Custóias, Leça do Balio e Guifões (llamada oficialmente União das Freguesias de Custóias, Leça do Balio e Guifões) es una freguesia portuguesa del municipio de Matosinhos, distrito de Oporto.

## Historia
Fue creada el 28 de enero de 2013 en aplicación de una resolución de la Asamblea de la República de Portugal promulgada el 16 de enero de 2013 con la unión de las freguesias de Custóias, Leça do Balio y Guifões, pasando su sede a estar situada en la antigua freguesia de Custóias.

## Demografía
| Gráfica de evolución demográfica de Custóias, Leça do Balio e Guifões entre 2011 y 2021 |
|                                                                                         |
| Datos según el nomenclátor publicado por el INE portugués.                              |